# Kyosho
Ne pas confondre avec le peintre japonais Kyōsho.
Kyosho Corporation (京商株式会社, Kyōshō Kabushiki Kaisha) est une entreprise japonaise, créée en octobre 1963, basée à Chiyoda Tokyo.
C'est une marque japonaise de modèles réduits de voiture, 4x4, avions, bateaux et hélicoptères, classée dans le modélisme radio-commandée. 
Un nouvel appareil produit par cette marque est la Blizzard DF 300, il s'agit d'une reproduction d'une dameuse. Elle existe en deux versions, thermique et électrique.

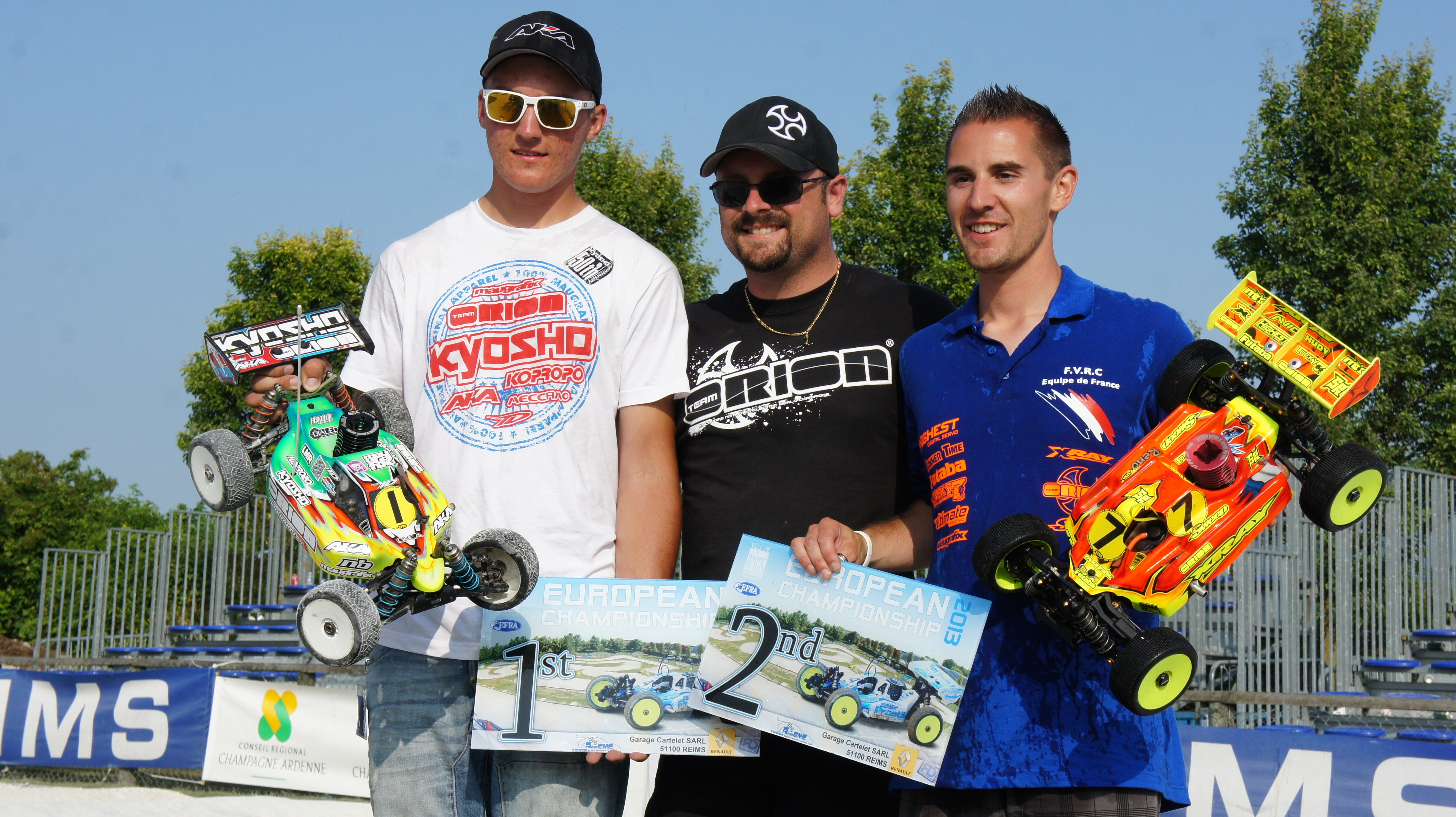
Équipe le châssis de David Ronnefalke, championnat d'Europe 2013 maillot blanc.